# باتری پتاسیم-یون
باتری‌های پتاسیم-یون(به انگلیسی: Potassium-ion battery) گونه‌ای از باتری‌های قابل شارژ هستند که مانند باتری‌های لیتیم-یون عمل کرده با این تفاوت که در آن به جای یون‌های لیتیم از یون‌های فلز پتاسیم برای تبادل بار استفاده می‌شود. قیمت پایین تر پتاسیم به دلیل فراوانی بیشتر در قیاس با لیتیم ار مزایای مهم این نوع باتری‌ها هستند. این نوع پیل گالوانی نخستین بار توسط شیمیدان ایرانی-آمریکایی علی افتخاری اختراع و معرفی گردید.